# Funktionale Primatstellung
Unter funktionaler Primatstellung (functional primacy) versteht man zusätzlich zur Bevölkerungskonzentration (demografische Primatstellung) eine ausgeprägte Dominanz einer Metropole im politisch-administrativen, wirtschaftlichen, sozialen und kulturell-wissenschaftlichen Bereich im Verhältnis zu anderen Zentren des Landes. Diese Überkonzentration zentralörtlicher Funktionen kommt besonders häufig in Megastädten von Entwicklungsländern vor. 